# ボブリンスキーの手桶

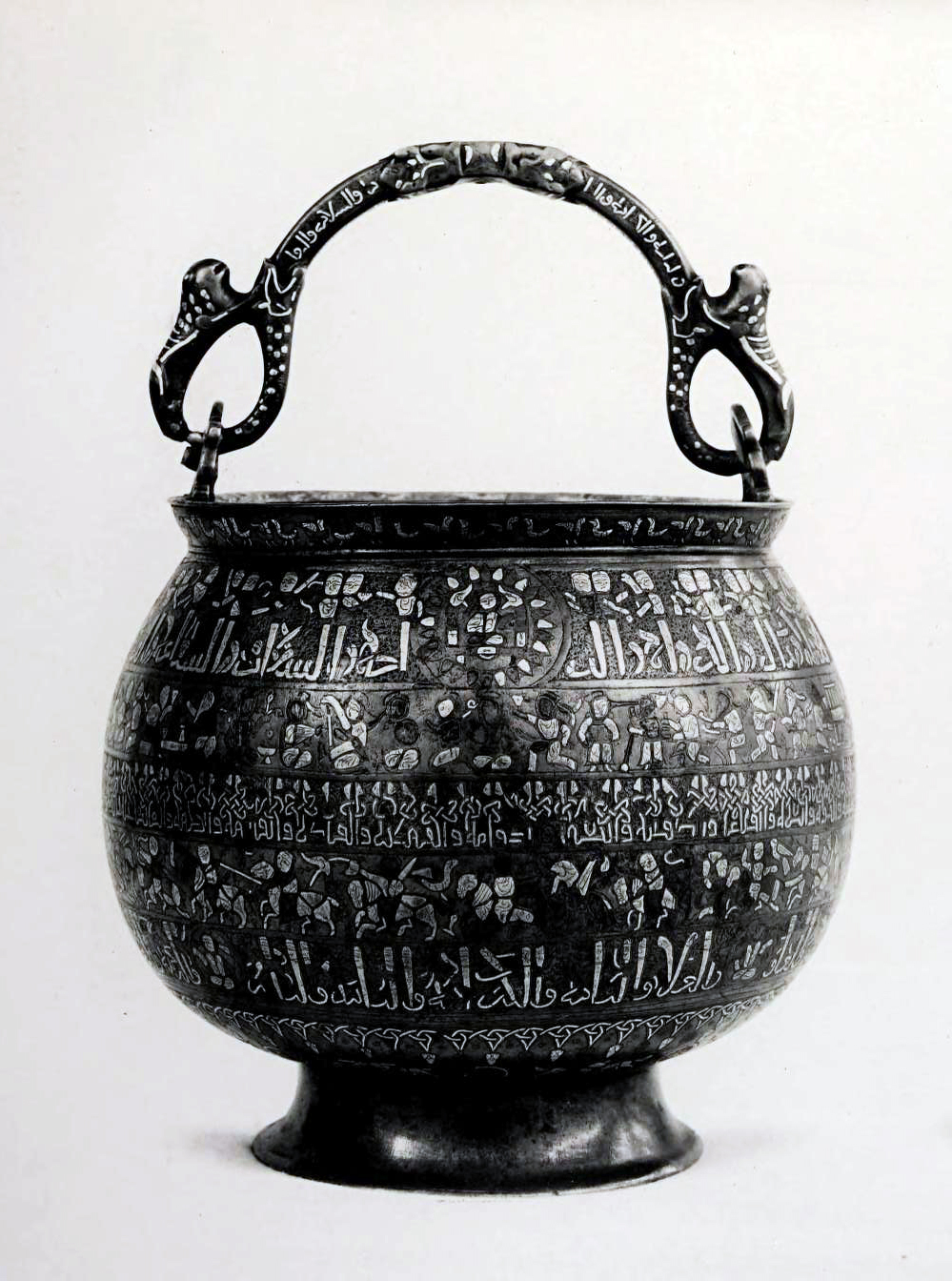
エルミタージュ美術館に保管されているボブリンスキーの手桶

ボブリンスキーの手桶あるいは、ボブリンスキー釜（Bobrinski Bucket）とは、1163年に、作成された銅製の手桶である。名前の由来は、かつてこの手桶を保有していたロシアの貴族、ボブリンスキー家の名前にちなむ。この手桶は、ホラーサーン地方のヘラートで作成されたという銘文が刻まれたイスラム美術における象嵌細工の傑作である。青銅・真鍮の地の手桶には、金・銀などの異なった金属をはめ込んでいる。現在は、サンクトペテルブルクのエルミタージュ美術館に保管されている。